# Кралска опера
 Тази статия е за операта в Лондон.  За операта в Стокхолм вижте Кралска опера (Стокхолм).  
Кралската опера (на английски: Royal Opera House), наричана още „Ковънт Гардън“, е сграда на операта и място за висше изкуство в квартал Ковънт Гардън, Централен Лондон. Голямата сграда често е наричава и само „Ковънт Гардън“, след като е използвано предишното място на първата сграда на операта през 1732 година.
В нея се помещават Кралската опера, Кралският балет и Оркестърът на Кралската опера. Първоначално наречена Кралски театър, тя служи основно като театър през първите сто години от историята си. През 1734 г. е представен първият балет. Година по-късно започва първият сезон на оперите на Хендел. Много от неговите опери и оратории са специално написани за „Ковънт Гардън“ и са имали премиера там.
Сегашната сграда е третият театър на това място след катастрофалните пожари през 1808 и 1856 г. Фасадата, фоайето и аудиторията датират от 1858 г., но почти всеки друг елемент на настоящия комплекс е резултат от обширната реконструкция през 90-те години. Основната аудитория разполага с 2256 седящи места, което я прави третата по големина в Лондон. Състои се от четири нива от ложи и балкони и амфитеатрална галерия.